# Castell de Biblos

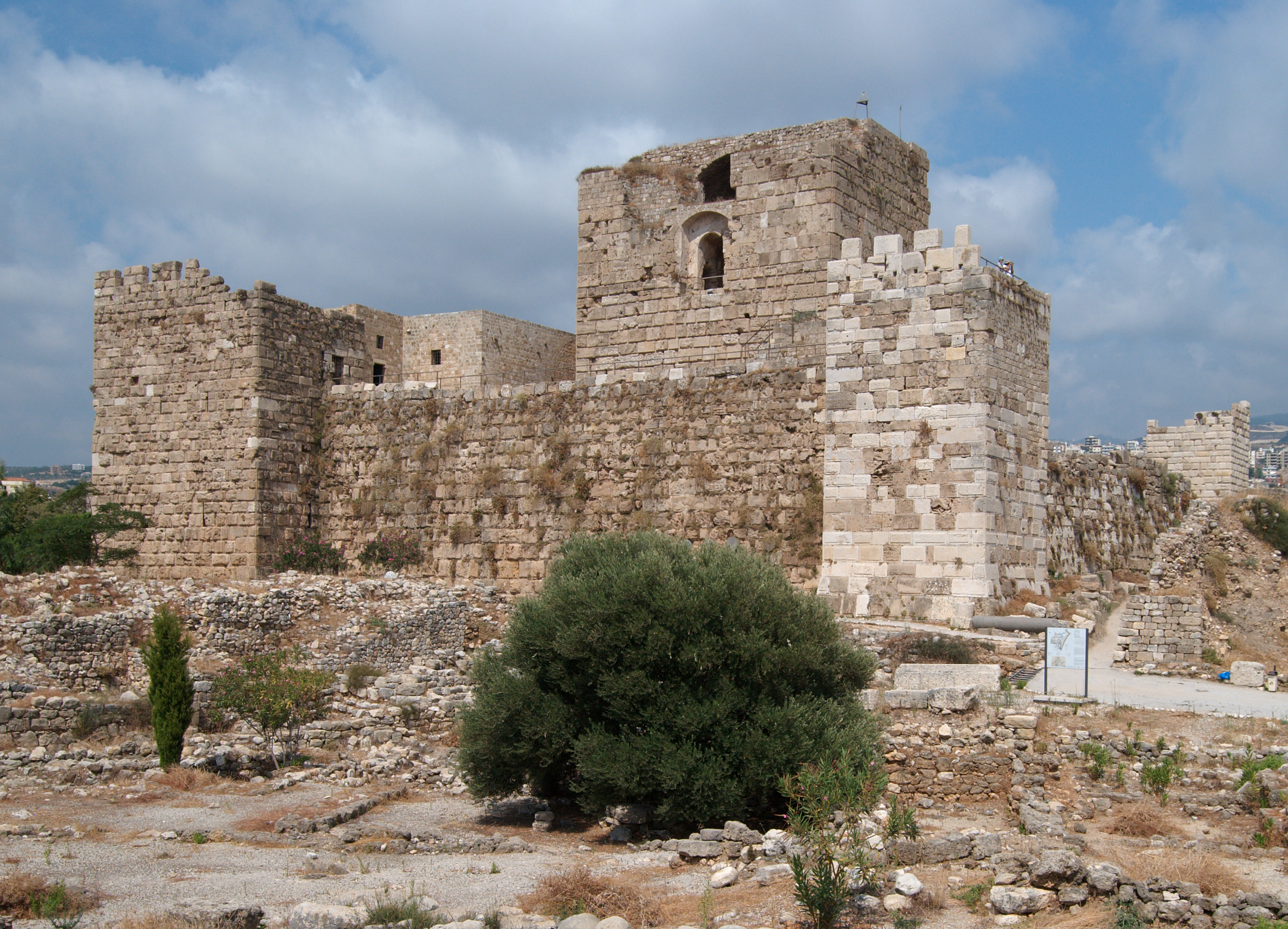
Castell de Biblos

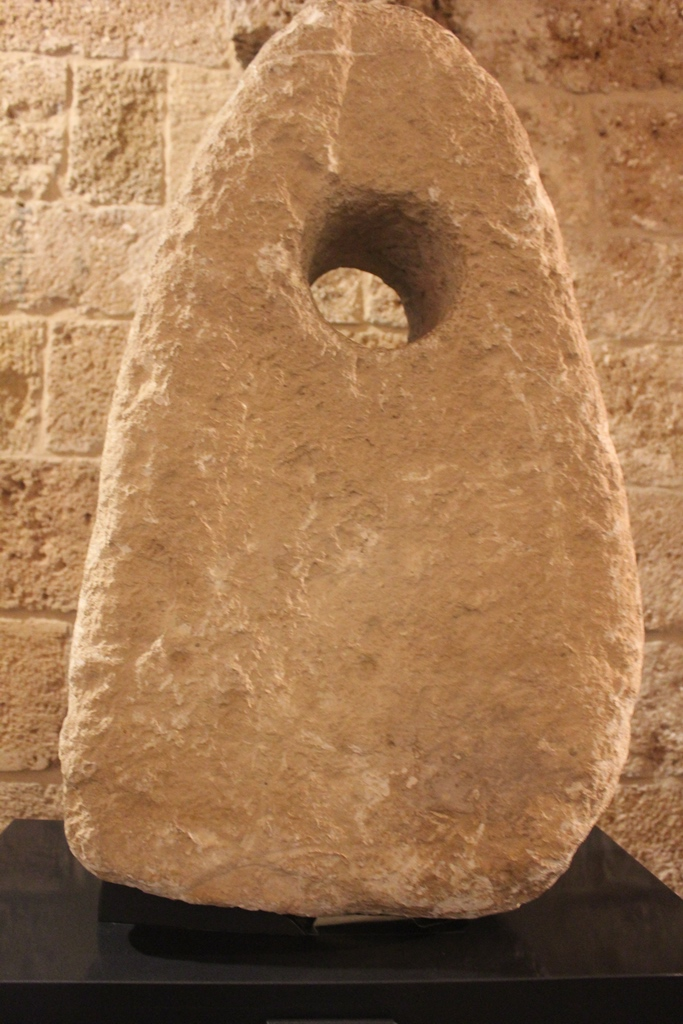
Àncora de pedra calcària (1800 aC)

El castell de Byblos és un castell croat a Biblos, al Líban. En temps dels croats era conegut com el Castell de Gibelet, també escrit Giblet, que pertanyia a la família genovesa dels Embriaco, senyors de la ciutat. És adjacent al jaciment arqueològic fenici que conté les ruïnes del temple de Baalat Gebal i el temple dels obeliscs.

## Història
El castell va ser construït pels croats al segle xii amb pedra calcària autòctona i restes d'estructures romanes. L'estructura acabada estava envoltada per un fossat. Va pertànyer a la família genovesa dels Embriaco, els membres de la qual van ser els senyors de Gibelet des del 1100 fins a finals del segle xiii. Saladí va capturar la ciutat i el castell el 1188 i va desmantellar parcialment les muralles el 1190. Més tard, els croats van recuperar Biblos i van reconstruir les fortificacions del castell el 1197. El 1369, el castell va haver de defensar un atac dels vaixells xipriotes de Famagusta.
El castell de Biblos té edificis històrics distingits per als veïns. A prop hi ha alguns temples egipcis, la necròpolis reial fenícia i l'amfiteatre romà.

## Descripció
El castell croat de Gibelet és "el millor exemple" (Boas) d'un nou tipus del segle xii, que barreja el tipus castrum amb el castell de tipus turris: un conjunt de muralles aproximadament quadrades reforçades per torres cantoneres, construïdes. al voltant d'una torre mestra central, formant així dues capes de defensa.

## Museu Local de Biblos
El castell acull el museu de la localitat de Biblos. Mostra restes de les excavacions realitzades al lloc de la reserva arqueològica de Biblos, encara que les troballes més importants es troben al Museu Nacional de Beirut. A més, la història de Biblos des de la prehistòria fins als períodes medievals, s'il·lustra amb plafons temàtics.